# Crosby (Merseyside)
Pour les articles homonymes, voir Crosby.
Crosby est une ville côtière du district métropolitain de Sefton, à Merseyside (Angleterre). Associée historiquement au Lancashire, la localité est située au nord de Bootle, au sud de Southport et à l'ouest de Netherton.

## Histoire
L'établissement est souligné dans le Domesday Book de 1086 sous le nom de Crosebi, puis devient Crosseby en 1212.

## Site remarquable
La plage de Crosby est le site de l'œuvre du Britannique Antony Gormley, Another Place (1997), depuis 2005.
L'installation consiste en 100 statues en fonte identiques réalisées à l'image du corps nu de l'artiste, et plantées dans le sable face à la mer sur un front de 3,2 km. Chaque statue fait 189 cm de haut et pèse environ 650 kg.

Another Place (1997)
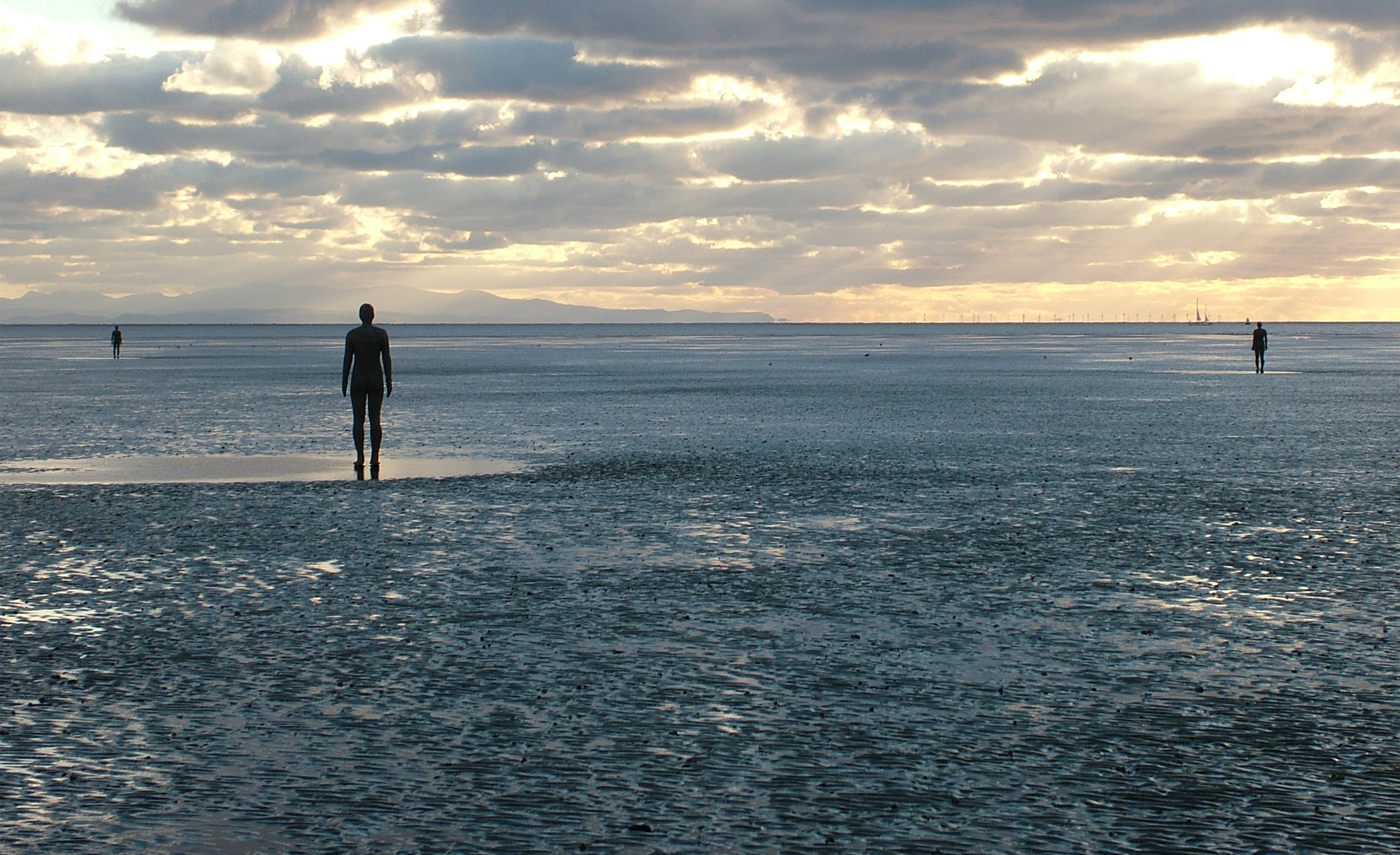
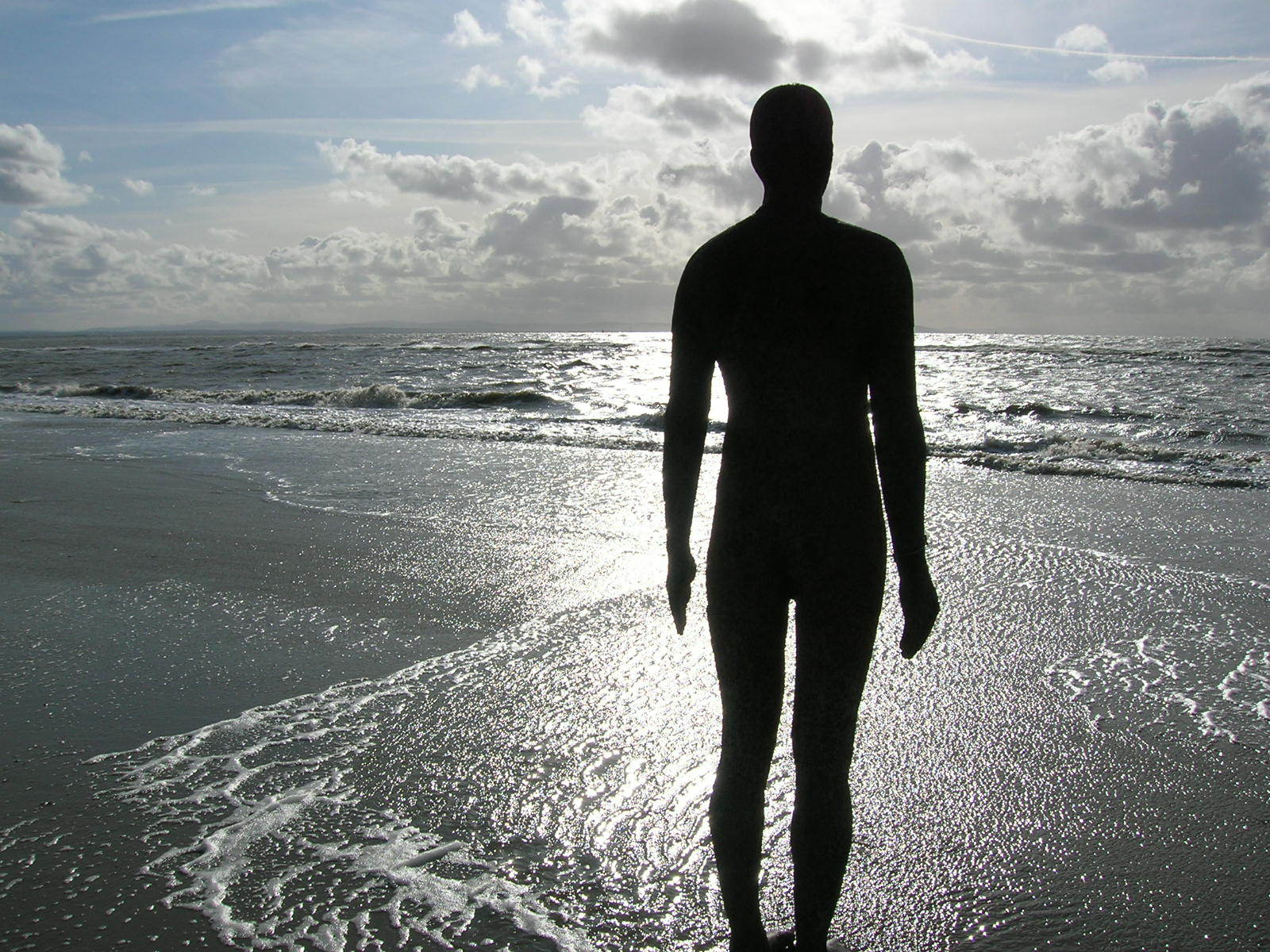
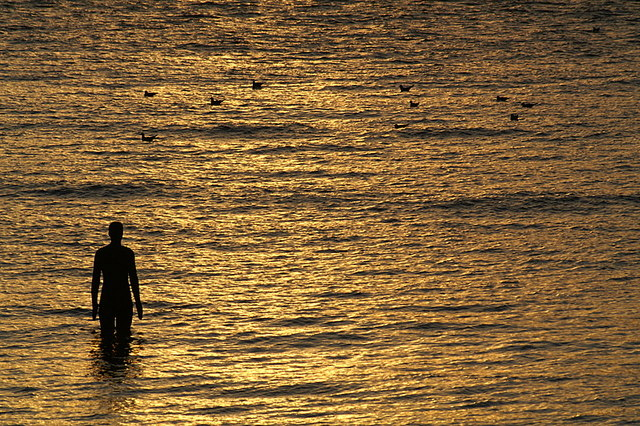
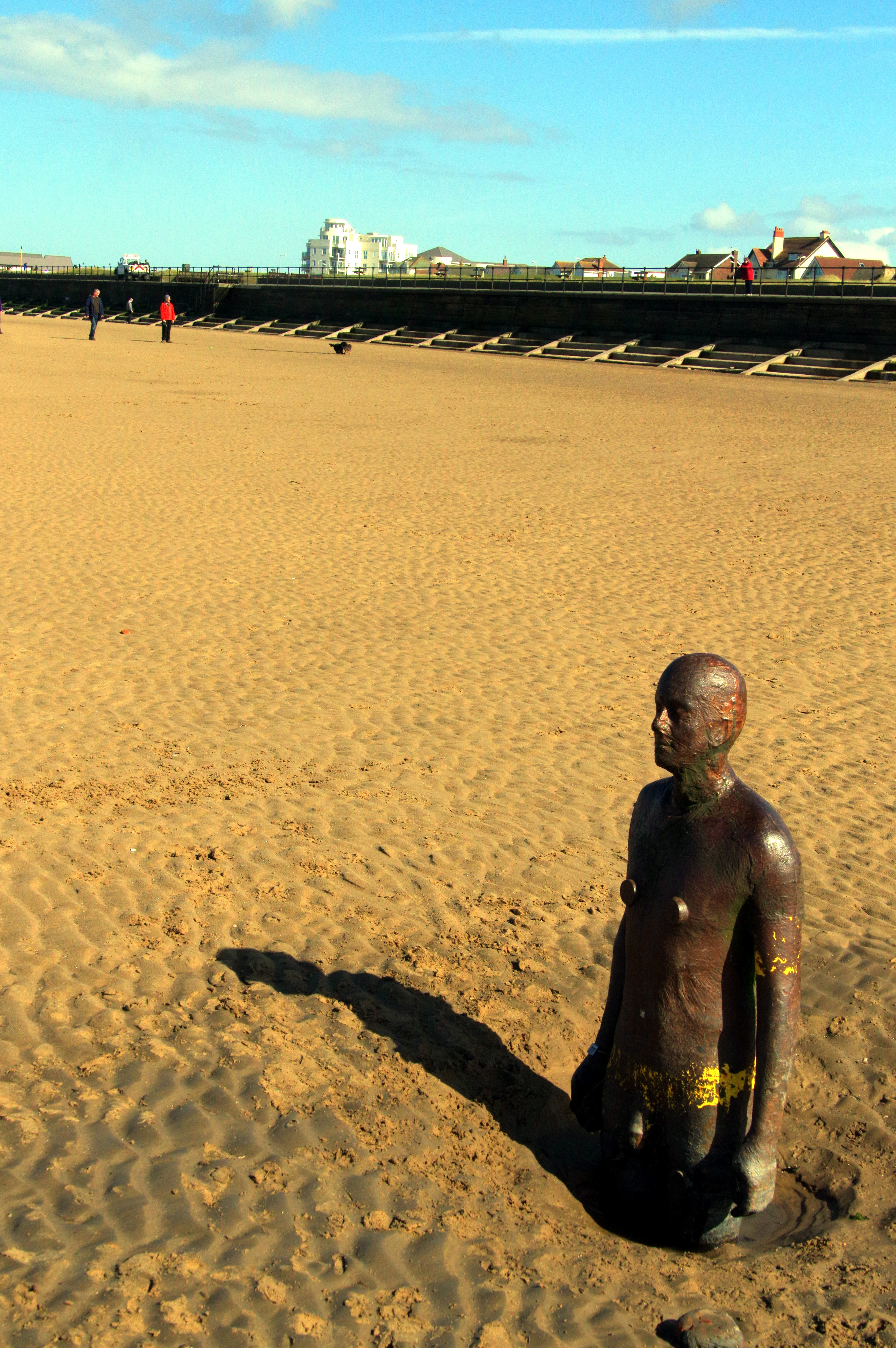
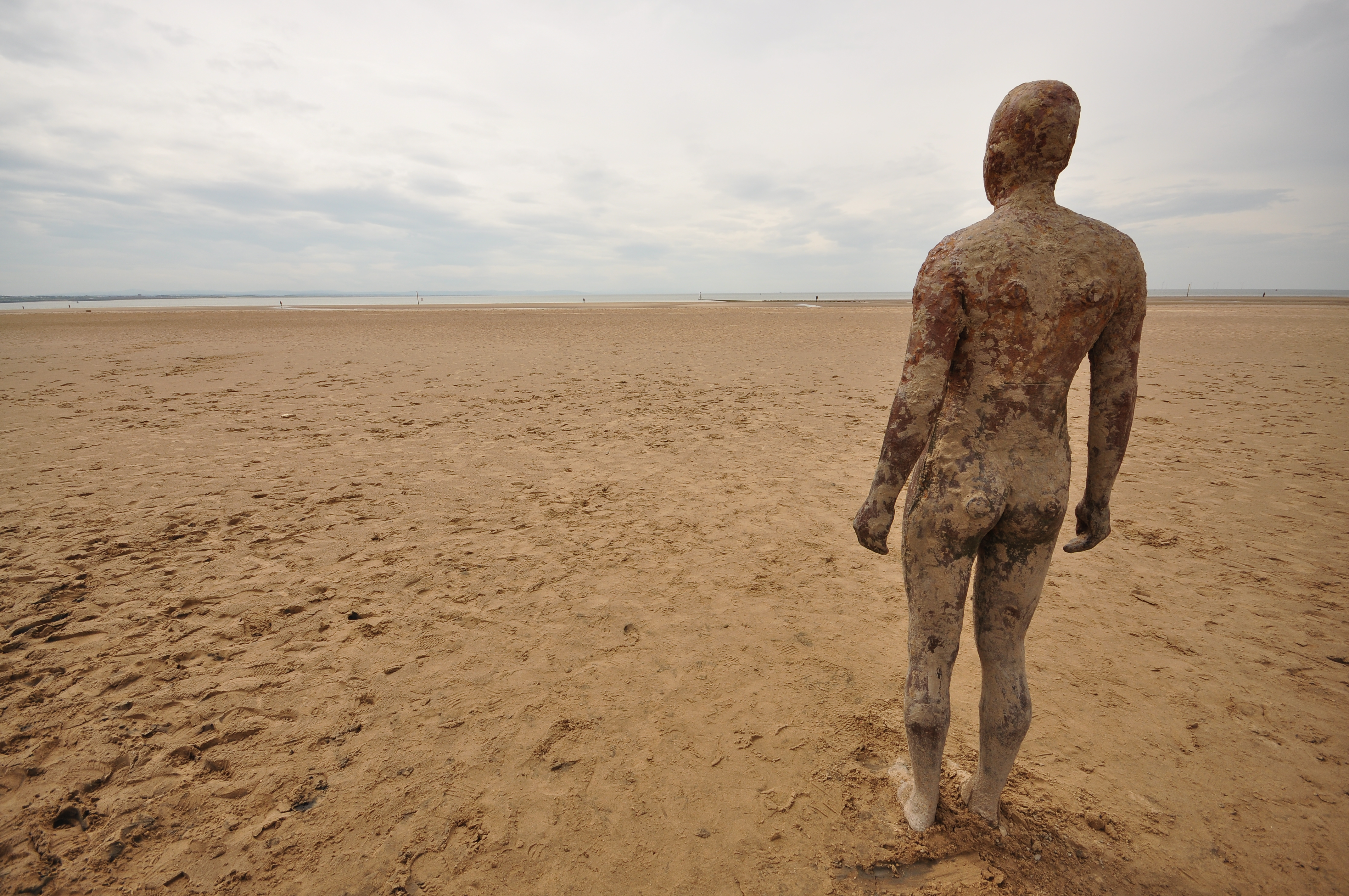